# Dragunja Gornja
 Dragunja Gornja je naselje u općini Tuzla, Federacija BiH, BiH.

## Povijest
U FNRJ je uvećana pripajanjem ukinutog naselja Dragunja Srpska.

## Uprava
Dragunja Donja i Gornja tvore mjesnu zajednicu Dragunja u općini Tuzli. Spadaju u ruralno područje općine Tuzle. U mjesnoj zajednici Dragunja je 31. prosinca 2006. godine prema statističkim procjenama živjelo 1.136 stanovnika u 365 domaćinstava.

## Promet
Cestom se iz Dubrave i Osoja kroz Dragunju Donju dolazi u Dragunju Gornju.

## Stanovništvo
Prema Šematizmu provincije Bosne Srebrene za 1856. godinu, a prema podacima iz 1855., u župi Breške naselje Dragunja Gornja imalo je 13 katoličkih obitelji sa 104 katolika, a prema Imeniku klera i župa za 1910. godinu, u Dragunji Gornjoj živjelo je 195 katolika.
| Dragunja Gornja    |       |       |       |       |
| godina popisa      | 1991. | 1981. | 1971. | 1961. |
| Hrvati             | 260   | 288   | 331   | 268   |
| Srbi               | 307   | 381   | 369   | 322   |
| Muslimani          |       | 1     |       | 1     |
| Jugoslaveni        | 30    | 4     |       |       |
| Crnogorci          |       | 3     |       |       |
| ostali i nepoznato | 11    | 25    |       | 2     |
| ukupno             | 608   | 702   | 700   | 593   |